# Есе (Ил и Вилен)
Есе (фр. Essé) насеље је и општина у северозападној Француској у региону Бретања, у департману Ил и Вилен која припада префектури Рен.
По подацима из 2011. године у општини је живело 1139 становника, а густина насељености је износила 49,12 становника/km². Општина се простире на површини од 23,19 km². Налази се на средњој надморској висини од 80 метара (максималној 92 m, а минималној 32 m).

## Демографија
| 1962. | 1968. | 1975. | 1982. | 1990. | 1999. | 2011. |
| ----- | ----- | ----- | ----- | ----- | ----- | ----- |
| 781   | 831   | 729   | 747   | 816   | 848   | 1.139 |

График промене броја становника у току последњих година